# 罗兰·格布勒
罗兰·格布勒（德語：Roland Gäbler，1964年10月9日—），德国男子帆船运动员。他曾代表西德、德国参加1988年、1992年、1996年、2000年和2004年夏季奥林匹克运动会帆船比赛，其中2000年奥运会获得一枚铜牌。